# رشيد الدين بن داود

## أسمه ونسبه
رشيد الدين أبو الوحش بن الفارس بن داود: طبيب، عالم، متأدب، يعرف بأبي حليقة، ولد بقرية جعبر ( على الفرات، قرب الرقة ) سنة 591 هجرية ( 1195 م )، ونشأ في الرها.

## علمه وعمله
اشتغل بالطب على عمه، مهذب الدين أبي سعيد بدمشق، وعلى الشيخ مهذب الدين عبد الرحيم بن علي، في مصر.
هناك اتصل بالملك الكامل فخدمه، ثم خدم ابنه الملك الصالح، ثم ابنه الملك المعظم، ثم الملك الظاهر بيبرس.
مؤلفاته وكتبه:
ألف عدة كتب، منها: ( المختار في ألف عقار ) في الادوية المفردة، ورسالة في ( حفظ الصحة )، وكتاب في ( الأمراض وأسبابها وعلاماتها ومداواتها ). وله أخبار ونوادر وشعر حسن. وكانت في أذنه حلقة فلقب بأبي حليقة.

## وفاته
توفي سنة 660 هجرية ( 1262 م ).